# Torta de pombo
A torta de pombo (em inglês: Squab pie) é um prato tradicional do sudoeste da Inglaterra, com os primeiros registros mostrando que era associada a Cornualha, Devon e Gloucestershire. Embora o nome sugira que ela contém pombos domésticos jovens, na verdade, ela contém carne de carneiro [en] e maçãs. A torta era consumida em todo o mundo na década de 1900, embora fora do sudoeste da Inglaterra ela geralmente continha pombo.

## Origens
Embora não se saiba exatamente onde a torta de pombo foi feita pela primeira vez, está claro que foi em algum lugar do sudoeste da Inglaterra. Há referências a sua origem em Gloucestershire, Devon e na Cornualha. Embora pareça que a torta de pombo originalmente continha pombos, carne de carneiro e maçãs são usadas como substitutos desde pelo menos 1737 usando uma receita que permaneceu nos livros de receitas por anos depois. Esse nome errôneo fez com que a torta fosse considerada uma surpresa. A carne de pombo é descrita como macia com um sabor suave de frutas vermelhas e, portanto, é possível que a combinação de carne de carneiro e maçãs tenha criado um sabor semelhante. Há também uma teoria de que o nome torta de pombo é a abreviação de “squabble pie” (torta de briga), pois tem origem em um desentendimento sobre a escolha de uma torta de carne ou de maçã.
Há muitas variações da torta de pombo na Inglaterra, embora ela tradicionalmente inclua carne de carneiro, ela passou a significar uma torta com muitos ingredientes ou uma “torta de restos”. A torta de pombo em Devon pode ser servida com clotted cream. Alternativamente, nos Estados Unidos, ele é cozido com pombo, e é sinônimo de torta de pombo.

## Receita
A torta de pombo é uma torta de carne de carneiro com uma cobetura de massa quebrada [en]. Ela deve ser feita com pelo menos uma camada de cebolas, seguida de camadas alternadas de maçãs fatiadas e costeletas de carneiro. A mistura deve ser coberta com água, embora menos do que em algumas tortas, coberta com massa e assada no forno por cerca de duas horas.

### Variações
No Reino Unido, a variação mais comum é usar cordeiro em vez de carneiro. A torta de pombo de Gloucester não exigia cordeiro e sugere que qualquer sobra de carne poderia ser usada. Outros ingredientes podem ser incluídos, por exemplo, Agatha Christie fazia uma variante que incluía ovos cozidos e outra receita pegou o conceito de servir com clotted cream e adicionou creme para engrossar.
Fora da Inglaterra, o conceito de torta de pombo existe, mas em uma forma mais literal que realmente contém pombo. Conhecida como Piccioni All'Inglese, um chef italiano explica que está ciente de que a receita não corresponde à versão tradicional inglesa, mas ele “[não] se importa nem um pouco”. Nos Estados Unidos, a torta de pombo ainda usa pombo. Foi incluída em um livro “Cooking for profit” em São Francisco, para fazer uma torta de pombo usando 18 abóboras em um molho.

## Reação
Em 2009, menos de 3% dos adolescentes britânicos haviam experimentado o prato e ele foi listado entre os clássicos britânicos “em risco”. Um crítico proeminente da torta de pombo foi o jornal All the Year Round, de Charles Dickens:

De todas as tortas do oeste do país, a torta de pombo é, em nossa humilde opinião, a mais incongruente e a mais detestável. A composição odiosa é feita de costeletas de carneiro gordas e desajeitadas, embutidas em camadas de maçãs fatiadas, cebolas raladas e - O tempora! O mores! - açúcar mascavo! O resultado é náusea, falta de sociabilidade e, com o passar do tempo, ódio por toda a raça humana. O sabor gorduroso, açucarado e de cebola está associado, em nossa mente, ao detestado nome de Bideford.— Charles Dickens & Wilkie Collins All the Year Round
Usando sua definição de muitos ingredientes, a torta de pombo foi usada por Gallynipper como uma analogia para a cidade de Nova Iorque. Essa é uma comparação positiva, explicando que Nova Iorque “não tem cheiro ruim... nem parece pouco convidativa” e que é “uma maravilha e um sucesso”.

### Poesia
Then in parts minutely nice
 Soft and fragrant apples slice
 With its dainty flesh, the sheep
 Next must swell the luscious heap
 Then the onions savory juice
 Sprinkle not with hand profuse

A gentleman of Bodmin, 1846
A torta de pombo tem sido tema de poesia. Em “The Squab-Pie. A Devonshire Tale”, publicado em 1827, John Taylor usa versos para contar sobre o capitão de um navio em Plymouth que se esqueceu de comprar carne para sua viagem. Um menino no navio vai à cidade pedir uma grande torta de pombo na padaria por um centavo, embora não fosse para ser dele. Passado em um domingo, a família que havia encomendado a torta ao padeiro, para evitar cozinhar, tenta encontrá-la, mas sem sucesso. Taylor explica que a moral é que, se você acredita que é pecado cozinhar em um domingo, não deveria continuar fazendo uma grande refeição pedindo a um padeiro que cozinhe para você.
Os ingredientes são apresentados em verso por um córnico de Bodmin, durante a passagem de 1846 de William Sandys pela Cornualha. Sandys também inclui uma história sobre a época do Natal na Cornualha, que inclui a torta servida com purê de batatas e sardinhas. Em “Verses Occasioned by Ben Tyrrell's Mutton Pies”, publicado em 1772, Thomas Warton também confirmou que a torta de pombo era à base de carne de carneiro e vinha da Cornualha. O autor de Devon, William Crossing, escrevendo em 1911, discute uma pequena rima popular sobre a torta de pombo: “Mutton, onions, apples and dough, Make a good pie as any I know" (Carne de carneiro, cebolas, maçãs e massa, fazem uma torta tão boa quanto qualquer outra que conheço). No entanto, ele não diz de onde a ouviu. Na canção “Glorious Devon”, escrita por Sir Edward German [en] em 1905, vários pratos de Devonshire são elogiados: “Squab pie, junket and cider brew, Richest cream of the cow, What ‘ud Old England without ’em do?” (Torta de pombo, junket [en] e sidra, o creme mais rico da vaca, o que a velha Inglaterra faria sem eles?).

### O diabo na Cornualha
Outra lenda que envolve a torta de pombo, juntamente com as outras tortas incomuns da Cornualha, é que elas foram a razão pela qual o Diabo nunca veio à Cornualha. Em seu livro Popular Romances of the West of England; or, The drolls, traditions, and superstitions of old Cornwall, a collection of Cornish traditions, Robert Hunt explica que o Diabo atravessou o rio Tamar [en] até Torpoint [en]. O capítulo, intitulado “The Devil's Coits, etc.”, explica que o Diabo descobriu que os habitantes da Cornualha colocavam qualquer coisa em uma torta e decidiu ir embora antes que eles se interessassem por uma torta “diabólica”, retornando a Devon.